# Шерлок Холмс (фільм, 1916)
«Шерлок Холмс» (англ. Sherlock Holmes) — американський німий фільм, знятий Артуром Бертелетом за однойменною п'єсою Артура Конан Дойла і Вільяма Джіллетта, яка була написана на основі 4-х оповідань — «Листи від крон-принца», «Моріарті проти Шерлока Холмса», «Трагічна ніч» і «Тріумф Шерлока Холмса». Прем'єра стрічки в США відбулась 15 травня 1916 року. Шерлок Холмс і доктор Ватсон повинні допомогти дівчині Еліс Фолкнер, яка володіє документами, котрі могли б викликати руйнівний королівський скандал.

## У ролях
- Вільям Джіллетт — Шерлок Холмс
- Ернест Маупейн — професор Моріарті
- Едвард Філдінг — доктор Ватсон

## Знахідка
Фільм тривалий вважався втраченим, однак 1 жовтня 2014 року Сан-Франциський німий кінофестиваль і Французька сінематека повідомили, що в архівах останньої в Парижі було знайдено 7 котушок плівки з копіями оригінального фільму.

## Випуск
16 липня 2016 року в рамках Одеського міжнародного кінофестивалю відбувся показ фільму на Потьомкінських сходах просто неба у супроводі симфонічного оркестру. Музичне оформлення для показу написав Дональд Сосин.